# Hydrophiinae
Hydrophiinae – podrodzina węży z rodziny zdradnicowatych (Elapidae). Obejmuje węże morskie znacznie lepiej przystosowane do życia w wodzie niż gatunki należące do podrodziny Laticaudinae (ale patrz niżej), oraz węże lądowe występujące w Australazji.

## Systematyka
Dawniej w podrodzinie Hydrophiinae wyróżniano 13 rodzajów węży morskich: Acalyptophis, Astrotia, Enhydrina, Ephalophis, Hydrelaps, Hydrophis, Kerilia, Kolpophis, Lapemis, Microcephalophis, Pelamis, Praescutata i Thalassophis.
Badania Sanders i współpracowników (2013) wykazały, że rodzaj Hydrophis w tradycyjnym rozumieniu jest parafiletyczny, a zaliczane do niego gatunki nie tworzą kladu, do którego nie należałyby także gatunki zaliczane do rodzajów Acalyptophis, Astrotia, Enhydrina, Kerilia, Lapemis i Pelamis, a także gatunki z rodzaju Disteira; na tej podstawie autorzy zaproponowali, by zsynonimizować te rodzaje z rodzajem Hydrophis, przenosząc zaliczane do nich gatunki do tego ostatniego rodzaju.
Lawson i współpracownicy (2005) zaliczyli do Hydrophiinae także rodzaje tradycyjnie zaliczane do Laticaudinae (Aipysurus, Emydocephalus, Laticauda) oraz ponad 20 rodzajów zdradnicowatych żyjących w Australazji, blisko spokrewnionych z wężami morskimi.
Reptile Database zalicza do podrodziny Hydrophiinae następujące rodzaje: (gwiazdką zaznaczono węże morskie)

- Acanthophis
- Aipysurus*
- Antaioserpens
- Aspidomorphus
- Austrelaps
- Brachyurophis
- Cacophis
- Cryptophis
- Demansia
- Denisonia
- Drysdalia
- Echiopsis – jedynym przedstawicielem jest Echiopsis curta
- Elapognathus
- Emydocephalus*
- Ephalophis* – jedynym przedstawicielem jest Ephalophis greyae
- Furina
- Hemiaspis
- Hoplocephalus
- Hydrelaps* – jedynym przedstawicielem jest Hydrelaps darwiniensis
- Hydrophis*
- Loveridgelaps – jedynym przedstawicielem jest Loveridgelaps elapoides
- Microcephalophis* – jedynym przedstawicielem jest Microcephalophis gracilis
- Micropechis – jedynym przedstawicielem jest Micropechis ikaheca
- Narophis – jedynym przedstawicielem jest Narophis bimaculatus
- Neelaps – jedynym przedstawicielem jest Neelaps calonotos
- Notechis – jedynym przedstawicielem jest wąż tygrysi (Notechis scutatus)
- Ogmodon – jedynym przedstawicielem jest Ogmodon vitianus
- Oxyuranus
- Parahydrophis* – jedynym przedstawicielem jest Parahydrophis mertoni
- Parapistocalamus – jedynym przedstawicielem jest Parapistocalamus hedigeri
- Paroplocephalus – jedynym przedstawicielem jest Paroplocephalus atriceps
- Pseudechis
- Pseudonaja
- Rhinoplocephalus – jedynym przedstawicielem jest Rhinoplocephalus bicolor
- Salomonelaps – jedynym przedstawicielem jest Salomonelaps par
- Simoselaps
- Suta
- Toxicocalamus
- Tropidechis – jedynym przedstawicielem jest Tropidechis carinatus
- Vermicella